# Hepatit
Hepatit eller leverinflammation är en grupp av sjukdomar som alla innebär inflammation av levern. Inflammationen kan bero på infektioner, autoimmunitet, läkemedel, gifter eller alkoholmissbruk. Karaktäristiskt för hepatit är att en del av leverns celler är inflammerade. Leverinflammation som varar kortare tid än 6 månader kallas akut hepatit medan en leverinflammation som pågått mer än 6 månader kallas för kronisk hepatit.

## Typer av hepatit

### Viral hepatit
Virusinfektion är den vanligaste orsaken till hepatit. Flera olika sorters virus finns:
- Hepatit A, "epidemisk gulsot"
- Hepatit B, Au-gulsot
- Hepatit C, hepatit non A non B
- Hepatit D
- Hepatit E

Hepatit non A non B (hepatit nAnB) var beteckning på en hepatit som spreds via blod och orsakade mycken skada inom sjukvården och bland injektionsmissbrukare. Den visade sig i nästan samtliga fall vara det som kom att kallas hepatit C, när man år 1988 väl lärt sig diagnostisera den smittan.
Det har funnits antaganden om att minst ytterligare två leversjukdomar skulle kunna klassas som hepatit F respektive hepatit G, men båda har nu avskrivits som hepatiter.

### Alkoholhepatit
Utvecklandet av hepatit hos alkoholister är vanligtvis den andra fasen i utvecklandet av permanent leverskada. Hepatit föregås ofta, men inte nödvändigtvis, av fettlever. Därefter påbörjas den inflammatoriska fasen där de funktionella cellerna i levern (hepatocyterna) ersätts av bindväv. Slutstadiet för inflammationen kallas för skrumplever. Vid skrumplever är antalet hepatocyter i levern så pass reducerat att organet inte längre kan fylla sin funktion, varvid leverns död till slut inställer sig.
Symptom på hepatit är undernäring, feber och gulsot. Kortison och andra antiinflammatoriska preparat samt kosttillskott har förmågan att bromsa förloppet.

### Kronisk hepatit
Kronisk hepatit kan bland annat bero på hepatit B, hepatit C, hepatit D, läkemedel, autoimmunitet, Wilsons sjukdom eller hemokromatos.
Kronisk hepatit B kan behandlas med interferon eller nukleosid/nukleotidanaloger och kronisk hepatit C behandlas som standard med direktverkande antivirala substanser i olika kombinationer. Vid extremt dålig leverfunktion kan levertransplantation bli aktuell.

## Vaccin
Fullbordad vaccination enligt rekommenderat schema för grundvaccination mot hepatit A och B ger långvarigt mycket bra skydd på 20 år eller mer, vare sig vaccinationerna ges var för sig eller i en och samma injektion. Se avseende respektive vaccin i FASS. Det finns flera väsentligen likvärdiga vaccinproducenter. Exempel på vaccin är:
- Twinrix, ett vaccin mot både hepatit A och hepatit B. Twinrix tillverkas av det brittiska läkemedelsföretaget Glaxo Smith Kline.
- Engerix-B skyddar mot hepatit B
- Havrix är hepatit A-vaccin som efter två doser med minst 6 månaders mellanrum ger ett mycket bra skydd mot sjukdomen. En enkel dos ger skydd under cirka ett år. Har det gått mer än 1 år sedan första injektionen, räcker det med en andra dos för att "väcka liv" i skyddet igen.